# 오다기리 센
오다기리 센(小田切 千,1969년 9월 13일 - )은 일본의 언론인이며 NHK 소속의 남성 아나운서이다. 출생 당시 본명은 오다기리 슈이치로(小田切 秀一郎)이다.

## 생애
오다기리 센(小田切 千)은 1969년 9월 13일 일본 가나가와현 아쓰기시에서 태어났는데 출생 당시 본명은 오다기리 슈이치로(小田切 秀一郎)이다. 그는 고마자와 대학를 졸업하고 1994년에 NHK에 입사를 했다.
입사 동기로는 다카하시 미스즈 아나운서이다. 2023년 4월 10일 NHK 봄 개편에 따라 다카세 코조 아나운서 후임으로 뉴스 라이브 저녁 5시 진행을 2024년 3월 7일 까지 하다가 2024년 4월 1일 봄개편에 따라 NHK 고후 방송국으로 옮기게 되고 난 후에 모치즈키 게이타 아나운서가 다시 NHK 방송 센터 아나운서실로 가면서 후임으로 뉴스 카이도키 진행을 하게 된다.

## 에피소드
- 오다기리(小田切) 아나운서는 2013년 4월 6일 부터 2023년 3월 26일까지 10년동안 NHK 노래자랑 진행을 했었다. NHK 아나운서 치고는 흥이 많은 아나운서로 알려져 있다. 그리고 2022년 6월 12일에 대한민국의 KBS 전국노래자랑의 진행자였던 故 송해 선생 사망 소식을 오프닝에서 전해드렸다고 한다.